# Quiet Riot (альбом, 1978)
| Оценки критиков | Оценки критиков |
| Источник        | Оценка          |
| --------------- | --------------- |
| Allmusic        | [ 2 ]           |

Quiet Riot — одноименный дебютный альбом американской глэм-рок-группы Quiet Riot, выпущенный лейблом CBS Sony исключительно в Японии 21 марта 1978 года.

## Об альбоме
На этом альбоме участвовал гитарист Рэнди Роадс, который позже получил признание за свое участие в записи первых двух сольных альбомах Оззи Осборна.
Песня «Back to the Coast» изначально была написана Роадсом и его братом Келли, когда они были подростками. Первоначально она называлась «West Coast Tryouts». Песня была перезаписана Келли Роадсом для его мини-альбома Cheap Talkin' Romance 1985 года, в котором участвуют Келли Гарни на басу и Стив Суннарборг на гитаре. Суннарборг был учеником Рэнди Роадса, а также обладателем стипендии Randy Rhoads Memorial Scholarship в CSUN.
Проанализировав альбом десятилетия спустя, музыкальный критик Мартин Попофф сказал, что альбом был скорее «глэм-попом», чем хард-роком или глэм-роком.

## Список композиций
Информация из вкладыша альбома.
Все песни написаны Кевином ДюБроу в соавторстве с Рэнди Роадсом, если не указано иное.
| №  | Название               | Автор(ы)                             | Длительность |
| -- | ---------------------- | ------------------------------------ | ------------ |
| 1. | «It's Not So Funny»    |                                      | 3:22         |
| 2. | «Mama's Little Angels» | Quiet Riot                           | 3:04         |
| 3. | «Tin Soldier»          | Small Faces Стив Мэрриот Ронни Лейн  | 3:33         |
| 4. | «Ravers»               |                                      | 3:08         |
| 5. | «Back to the Coast»    | Р. Роадс Келли Роадс                 | 2:49         |
| 6. | «Glad All Over»        | Dave Clark Five Дейв Кларк Майк Смит | 3:09         |

| №                   | Название               | Автор(ы)                      | Длительность |
| ------------------- | ---------------------- | ----------------------------- | ------------ |
| 7.                  | «Get Your Kicks»       |                               | 2:49         |
| 8.                  | «Look in Any Window»   | Роадс                         | 3:41         |
| 9.                  | «Just How You Want It» | ДюБроу                        | 2:45         |
| 10.                 | «Riot Reunion»         |                               | 2:08         |
| 11.                 | «Fit to Be Tied»       | в соавторстве с Роном Соболем | 3:27         |
| 12.                 | «Demolition Derby»     |                               | 4:23         |
| Общая длительность: | Общая длительность:    | Общая длительность:           | 38:23        |

## Участники записи
Информация взята из вкладыша к альбому.
Quiet Riot
- Кевин ДюБроу — вокал
- Рэнди Роадс — гитара
- Келли Гарни — бас-гитара
- Дрю Форсайт — ударные